# Чилтернзькі пагорби
Чилтернзькі пагорби англ. The Chiltern Hills або англ. the Chilterns крейдові пагорби у південно-східній Англії. У 1965 році значну частину пагорбів було офіційно проголошено Територією Надзвичайної Природної Краси.
Чилтернзькі пагорби простягаються на 76 кілометрів з південного заходу на північний схід від селища Горінг-на-Темзі в Оксфордширі, проходять територією Бакінгемширу, Бедфордширу та закінчуються поблизу міста Хітчін у Гартфордширі.

## Історія
За часів залізного віку хребет Чілтерн забезпечував відносно безпечний і легко судноплавний шлях через південну Британію. Вважається, що топонім Чілтерн має бритське походження. На думку Ейлерта Еквалла, назва Чілтерн, можливо, пов'язана з ширшою етнічною назвою кельт (Celtæ в ранніх кельтських мовах); корінь celto- "високий" (і суфікс -erno-) можуть пояснити походження назви Чілтерн.
До 18 століття населення проживало розпорошено по переважно сільському ландшафту Чилтернських пагорбів у віддалених селах, хуторах, фермерських садибах і торгових містечках уздовж головних шосейних доріг, які пролягали через судноплавні долини. Розвиток каналів у 18 столітті та залізниць у 19 столітті сприяв заселенню і зростанню Хай-Вайкомба, Трінга і Лутона. Значний житловий та промисловий розвиток відбувся в першій половині 20-го століття і продовжувався протягом усього 20-го століття.